# Asociación Deportiva Esteirana
La Asociación Deportiva Esteirana es un club de remo de Galicia, de la localidad de Esteiro, Muros (La Coruña). Fue fundado en 1988 y compite actualmente en la Liga Noroeste de Traineras. Cuenta con más de 300 socios y remeros de todas las categorías, y compiten en banco fijo y móvil.

## Palmarés

### Competiciones nacionales
- Medalla de oro en el Campeonato de España de Bateles en categoría infantil-cadete femenino: 1996.
- Medalla de oro en el Campeonato de España de doble scull en categoría cadete masculino: 2001.
- Medalla de plata en el Campeonato de España de doble scull en categoría cadete femenino: 2000.
- Medalla de bronce en el Campeonato de España de Bateles en categoría infantil masculino: 1994.
- Medalla de oro en el Campeonato de España de Bateles en categoría infantil-cadete femenino: 2000.
- Medalla de oro en el Campeonato de España de Bateles en categoría cadete masculino: 2001.
- Medalla de oro en el Campeonato de España de Bateles en categoría juvenil masculino: 2007.

### Banderas
- 1 Bandera Ayuntamiento de Navia: 2008.